# Tipula (Lunatipula) arnoldii
Tipula (Lunatipula) arnoldii is een tweevleugelige uit de familie langpootmuggen (Tipulidae). De soort komt voor in het Palearctisch gebied.